# Обласний науковий ліцей в м. Рівне

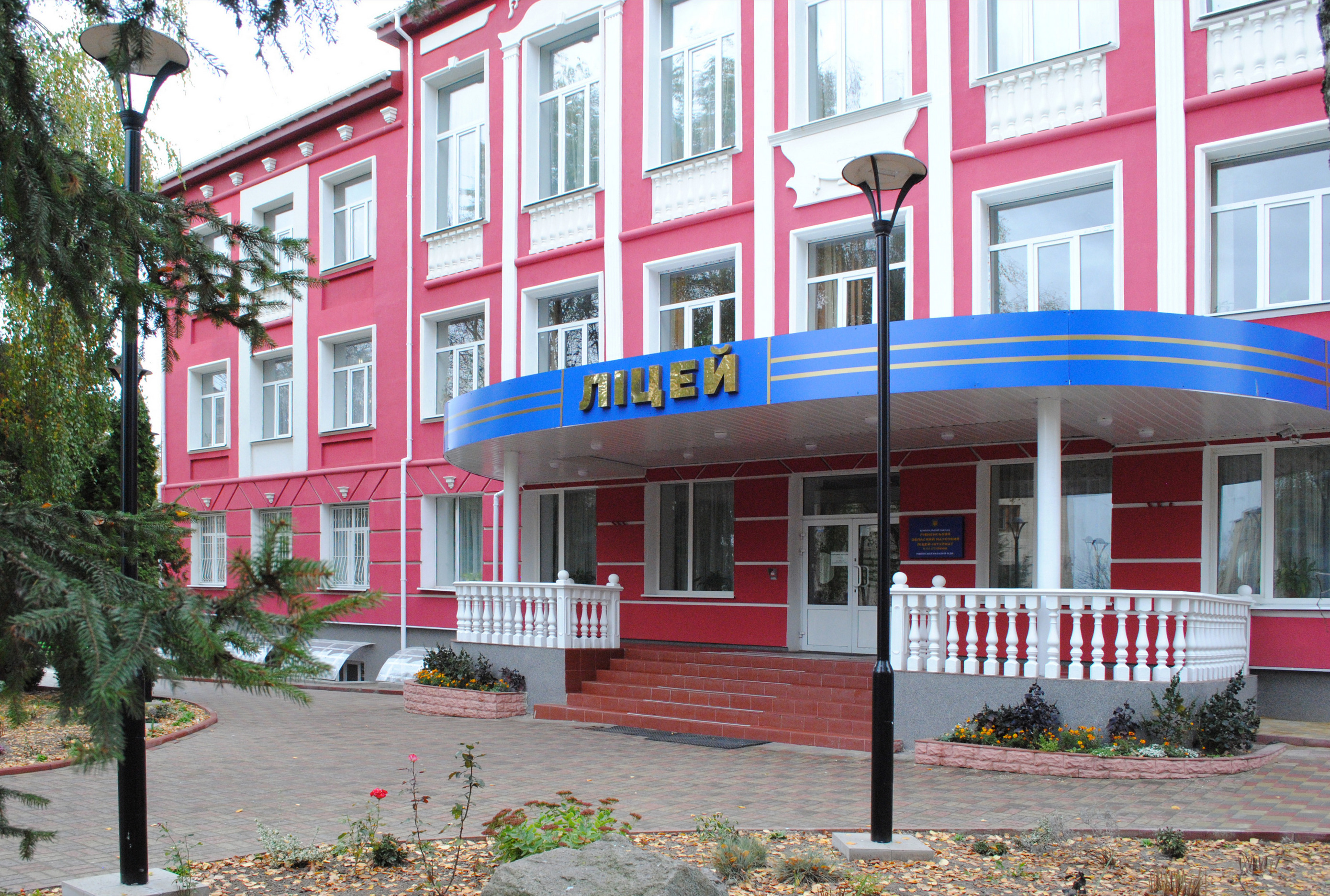
Обласний науковий ліцей в м. Рівне

Обласний науковий ліцей в м. Рівне Рівненської обласної ради (коротка назва: Обласний науковий ліцей в м. Рівне) — освітній заклад, створений 1 вересня 1990 року для обдарованих дітей Рівненської області на базі Рівненської загальноосвітньої школи-інтернату. (Колишня назва: Рівненський обласний науковий ліцей-інтернат II-ІІІ ступенів Рівненської обласної ради, Навчально-виховний комплекс «Рівненський обласний ліцей-інтернат»). 

## Історія закладу
1990 р. — створено Рівненський обласний ліцей-інтернат педагогічного профілю для обдарованих дітей із районів області, що потерпіли внаслідок аварії на ЧАЕС. Першим директором ліцею був Чепурко Олексій Тихонович, другим — Марчук Людмила Володимирівна. У 1993 році Рівненський обласний ліцей-інтернат став багатопрофільним. 2006 року при РОЛІ відкрито класи художньо-естетичного напрямку «Кобзарство» та створено хлопчачу капелу бандуристів «Нащадки».
 В Обласному науковому ліцеї в м. Рівне Рівненської обласної ради у 8-11 класах навчаються понад 600 учнів з м. Рівне та районів Рівненської області. Сформований висококваліфікований педагогічний колектив. Навчально-виховний процес забезпечують 77 педагогів, серед яких: 59 педагогів вищої кваліфікаційної категорії; 10 педагогів І кваліфікаційної категорії; 8 педагогів II кваліфікаційної категорії; 2 молодих педагогів; 4 Заслужених учителів України; 21 «вчитель-методист»; 3 «вихователі-методисти»; 9 «старших вчителів»; 7 «Відмінників освіти України»; 13 науковців; 2 доктори наук та 11 кандидатів наук. Серед учителів ліцею переможці і лауреати Всеукраїнських конкурсів «Учитель року», «Творчий учитель — обдарований учень», автори підручників, посібників, навчальних програм.
 За результативністю надання освітніх послуг Рівненський обласний науковий ліцей зайняв провідне місце серед майже 17 тисяч загальноосвітніх навчальних закладів України: за результатами ЗНО-2019 заклад займає 1-ше місце в рейтингу закладів освіти області та 56-те місце в рейтингу закладів освіти України, за результатами ЗНО-2020 — 43 місце. За результатами ЗНО-2021 заклад очолює рейтинги міста та області і 42-й серед загальноосвітніх закладів України, 15-й з української мови та літератури. Двоє учнів ліцею набрали 200 балів на ЗНО-2021: Шевчук Сергій з математики (вч. Шама О. О.) та Даценко Юлія з англійської мови (вч. Боярчук О. А.)
 Ліцей налагодив систему міжнародного співробітництва: активно співпрацює з Гете-інститутом в Україні та громадською спілкою «Освіторія», є єдиним закладом освіти в області, який отримав статус партнера Гете-інституту в Україні в рамках проєкту «Іспити в школах», є учасником освітнього проєкту «Шкільний вчитель нового покоління», що здійснюється Британською Радою в Україні, є учасником освітнього проєкту видавництва MM Publication «Smart School», центром підготовки до міжнародних іспитів «Пірсон» (РТЕ). Рівненський обласний науковий ліцей співпрацює з вищими навчальними закладами України та області.
З 2006 року директор Обласного наукового ліцею в м. Рівне Рівненської обласної ради — заслужений вчитель України Сосюк Наталія Володимирівна. Президент України Петро Порошенко з нагоди Міжнародного жіночого дня та за значний особистий внесок у соціально-економічний, науково-технічний, культурно-освітній розвиток Української держави, вагомі професійні здобутки та самовіддане служіння Українському народові нагородив директора комунального закладу "Школа- інтернат II—III ступенів «Рівненський обласний ліцей» Рівненської обласної ради Наталію Володимирівну Сосюк орденом княгині Ольги III ступеня.
Комунальний заклад "Школа-інтернат II-ІІІ ступенів «Рівненський обласний ліцей» з 03.07.2018 перейменовано та змінено тип на комунальний заклад «Рівненський обласний науковий ліцей-інтернат II-ІІІ ступенів» Рівненської обласної ради.
З вересня 2020 р. заклад перейменовано на Обласний науковий ліцей в м. Рівне Рівненської обласної ради (коротка назва: Обласний науковий ліцей в м. Рівне).

## Профілі навчання

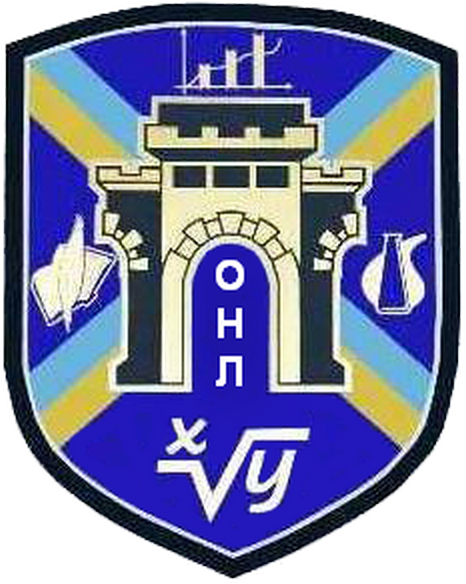
Герб закладу

У складі Закладу освіти  створюються класи (групи) з поглибленим вивченням окремих предметів для досягнення учнями результатів навчання та компетентностей згідно з вимогами стандарту спеціалізованої освіти наукового спрямування. Навчання в закладі здійснюється за такими профілями:
- фізико-математичний;
- іноземна філологія (англійська, німецька мова);
- історико-правовий;
- хіміко-біологічний;
- інформатичний;
- економічний.

## Матеріально-технічне забезпечення
У закладі створена сучасна матеріально-технічна база, яка дозволяє організовувати освітній процес на високому рівні. Це 19 сучасних класних кімнат, 21 кабінет та лабораторії, включно з центром іноземних мов із сучасним лінгафонним кабінетом, 4 комп'ютерні класи, спортивна зала, стадіон зі штучним покриттям, актова зала з комплектом сучасної звукової апаратури, великоформатною LCD панеллю та доступом до мережі Інтернет, бібліотека, тир. Кабінети біології, хімії, історії, фізики, географії, математики обладнані інтерактивними дисплеями, укомплектовані електронними мікроскопами, наборами препарувальних інструментів та мікропрепаратів, демонстраційними моделями, ноутбуками. До послуг учнів з районів області — комфортабельний пансіон (гуртожиток).

## Проекти, ініційовані й організовані педагогами та ліцеїстами
- Свято науки
- Ліцеїст року
- Осінній бал
- Посвята в ліцеїсти
- Виставка творчих робіт учнів ліцею